# Austin Champ
Austin Champ – wojskowy samochód terenowy produkowany przez brytyjską firmę Austin Motor Company w latach 1951-1956. Do napędu samochodu używano silnika produkcji Rolls-Royce pojemności 2,8 litra (71 KM przy 3750 obr./min.). Moment obrotowy przenoszony był na oś tylną przez 5-biegową manualną skrzynię biegów.

## Historia
Samochód Austin Champ produkowany był głównie na zamówienie brytyjskiej armii, która podpisała kontrakt na 15 tys. tych samochodów.
Samochód ten cechowało stalowe nadwozie z dwoma otworami zamiast drzwi. Czteroosobową załogę chronił brezentowy dach. Koła zawieszone były niezależnie na drążkach skrętnych i wahaczach. Silnik był obudowany i uszczelniony, z rurą wydechową wyprowadzoną na dach, by pojazd mógł poruszać się w ekstremalnych warunkach oraz w wodzie. Zaawansowane rozwiązania techniczne pojazdu wiązały się z wysoką ceną; w 1954 była ona około trzykrotnie wyższa od ceny samochodów marki Land Rover.
Kilka pojazdów było wyposażonych w silnik sedana Austin A40. Skrzynia biegów połączona była z jednostopniową przekładnią, skonstruowaną w taki sposób, by napędzać oś napędową i jednocześnie zmieniać kierunek obrotów; w rezultacie tego, Austin Champ miał pięciostopniową skrzynię biegów nawet podczas jazdy do tyłu.
Produkcję tych samochodów zakończono wraz z wygaśnięciem kontraktu w 1956 roku. Do tego czasu wyprodukowano około 11,7 tys. tych pojazdów. Niewielka część z nich trafiła w ręce prywatne lub była eksportowana m.in. do Holandii bądź Stanów Zjednoczonych.